# Theresienkirche (Aachen)

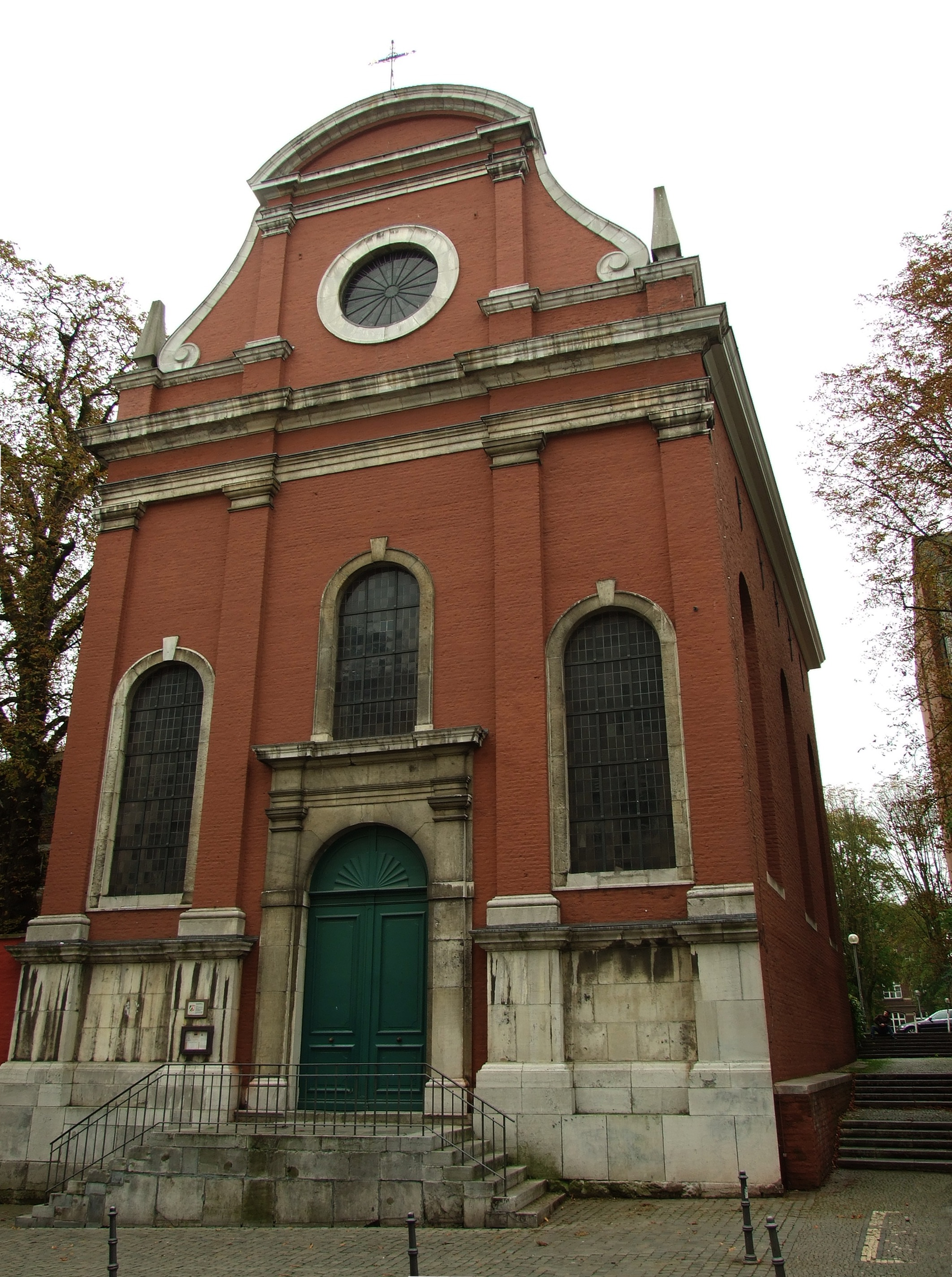
Theresienkirche

Die Theresienkirche ist eine katholische Stadtkirche in Aachen. Sie steht im nordöstlichen Bereich des Stadtzentrums und grenzt an die Gebäudebereiche der Rheinisch-Westfälischen Technischen Hochschule Aachen (RWTH). Sie befindet sich als Sonderliegenschaft im Eigentum des Landes Nordrhein-Westfalen.

## Geschichte

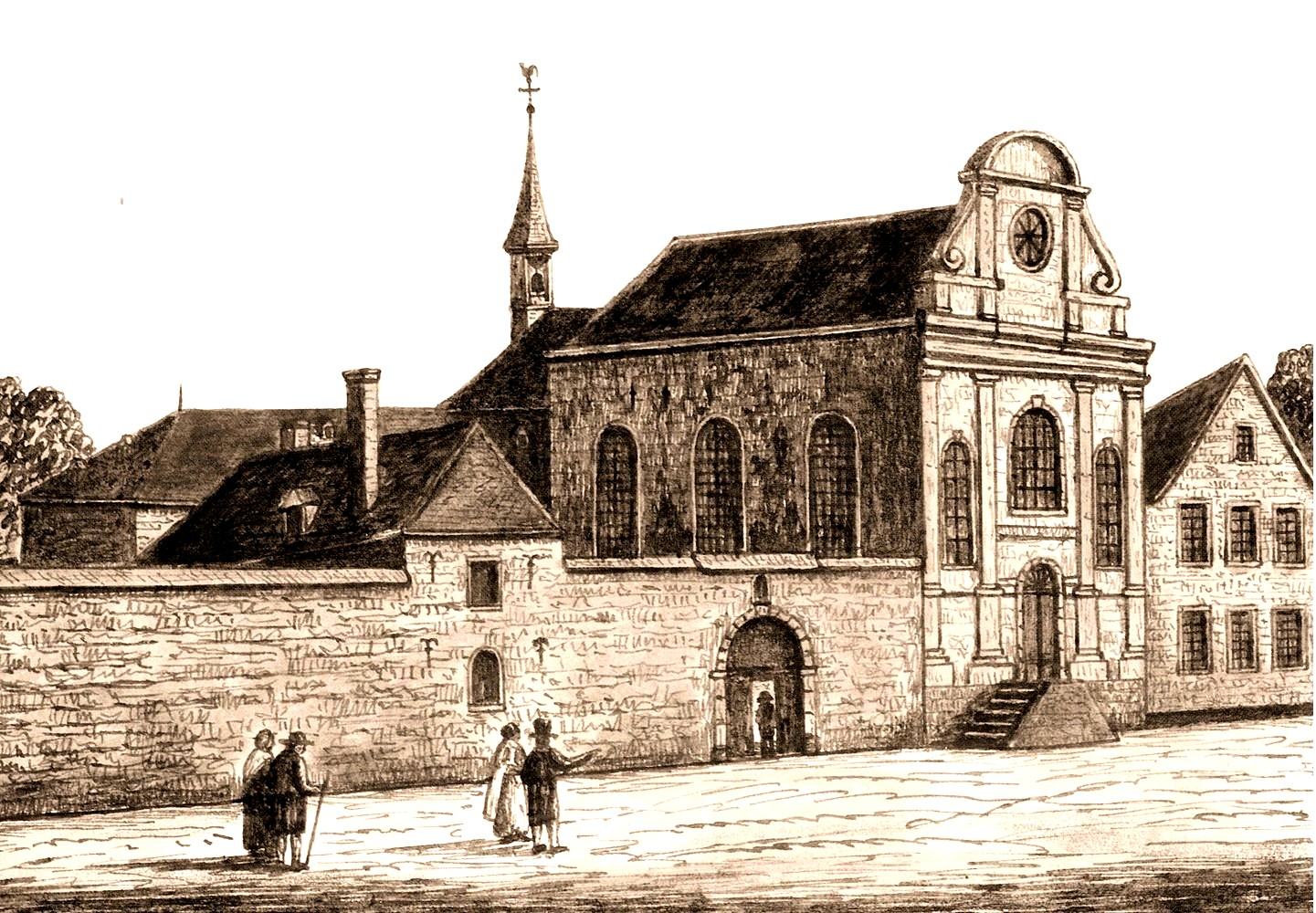
Theresienkirche im 18. Jahrhundert, Stich von J. P.Scheuren

Die Kirche gehörte zum früheren Karmel St. Theresia, das von den Schwestern des Kölner Karmels St. Maria vom Frieden als Klosterkirche für das Karmelitinnenkloster Aachen im Jahre 1662 errichtet wurde. Die Kirche, die der hl. Teresa von Ávila geweiht ist, wurde in den Jahren 1739 bis 1745 von Laurenz Mefferdatis gebaut. Der Barockbaumeister Johann Joseph Couven war für die Gestaltung der Inneneinrichtung verantwortlich. Im Rahmen der Säkularisation ging die Kirche 1802 in den Besitz der Stadt über.
1943 brannte das Gotteshaus aufgrund von Einwirkungen des Zweiten Weltkrieges aus. Man hatte zuvor sowohl Altäre als auch Kommunionbank, Kanzel und die Wandvertäfelung aus dem 18. Jahrhundert ausgelagert aber diese wurde aus Sorge, hier eine potentielle Brandnahrung bei einem Angriff zu bieten, in einen Burggraben geworfen. Es gelang, diese 1945 zu bergen, sie hatten jedoch durch Witterungseinflüsse so sehr gelitten, dass sie nur noch als Vorlage für Rekonstruktionen dienen konnten.
In den 1950er Jahren wurde die Kirche im Zustand des 18. Jahrhunderts neu aufgebaut, die Ausstattung erst in den 1970er Jahren rekonstruiert.

## Kirchenbau und Ausstattung
Das Gebäude wurde aus Backstein errichtet und zeigt eine frühklassizistische Form, die eine dreiachsige, durch Pilaster gegliederte Struktur mit Rundbogenfenster sowie einem Segmentgiebel besitzt.
Das Kirchengebäude passt sich dem Verlauf der damals bereits existierenden Straße an und ist daher nicht in der typischen Ost-West-Ausrichtung gebaut worden. Durch den Einschub eines dreieckigen Treppenhauses gelang es Mefferdatis, einen rechteckigen Innengrundriss zu realisieren.
Das Kircheninnere besteht aus einem einschiffigen Saal, der mit drei Jochen überwölbt ist. Der Chor liegt hinter einem hohen Triumphbogen.
Die Innenausstattung wurde im Jahre 1754 von Johann von Wespien gestiftet. Seine Schwester war die Klostermutter Maria Anna von Wespien. Hieran erinnern die zwischen zwei Palmwedeln am Gibelsims angebrachten Wappen des Stifters sowie seiner Schwester an den Seitenaltären.

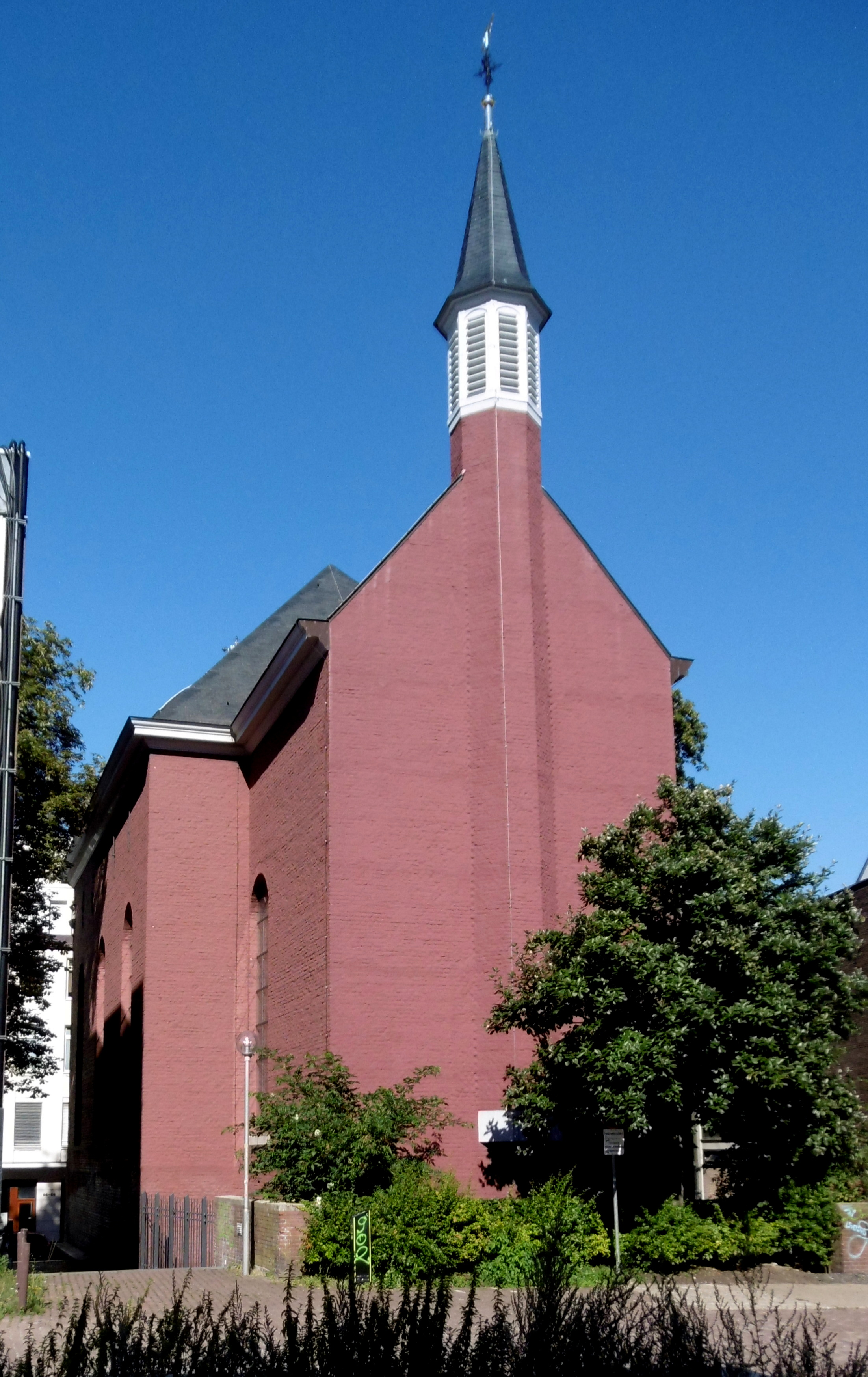
Rückseitige Ansicht
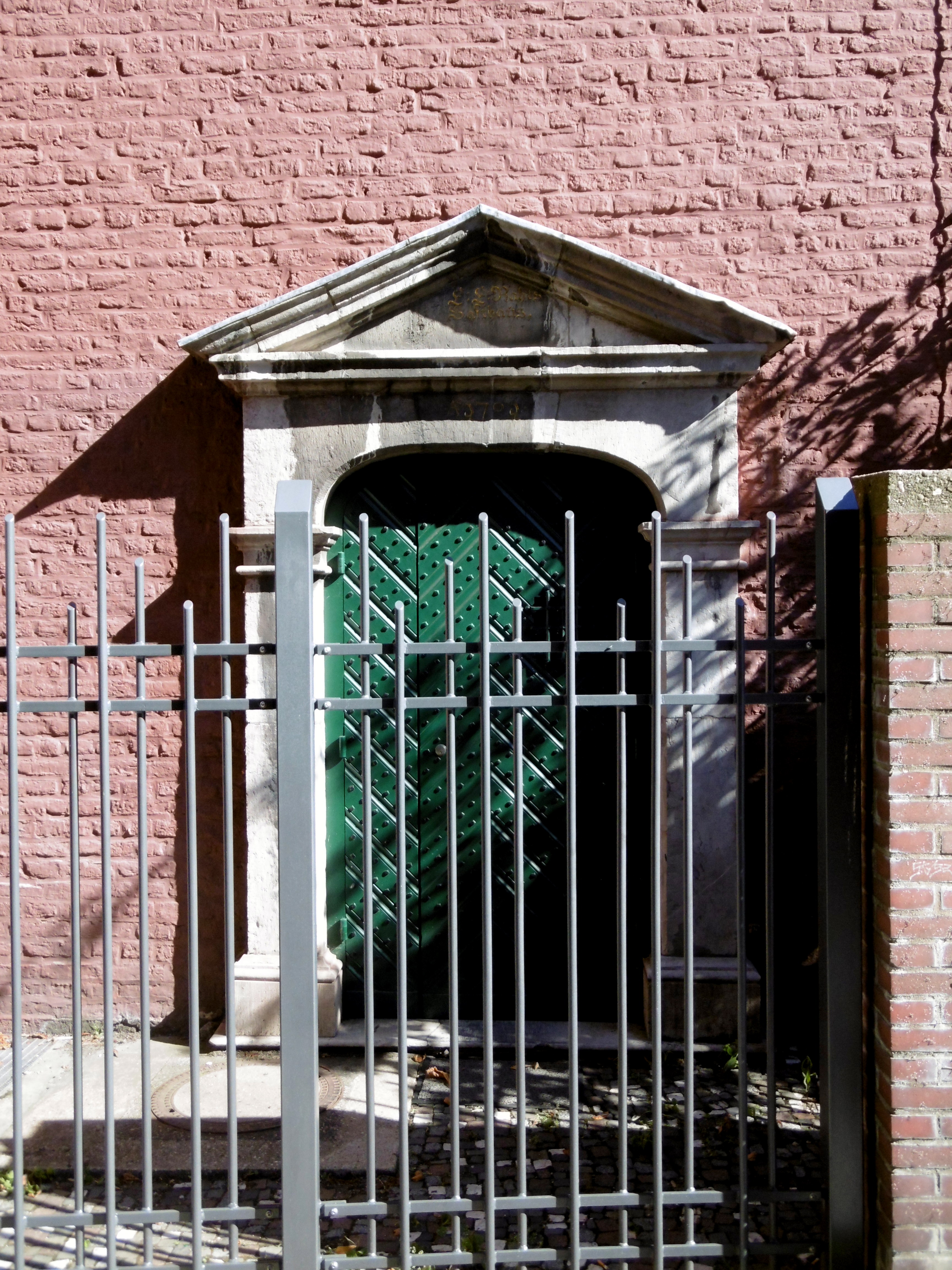
Seitportal
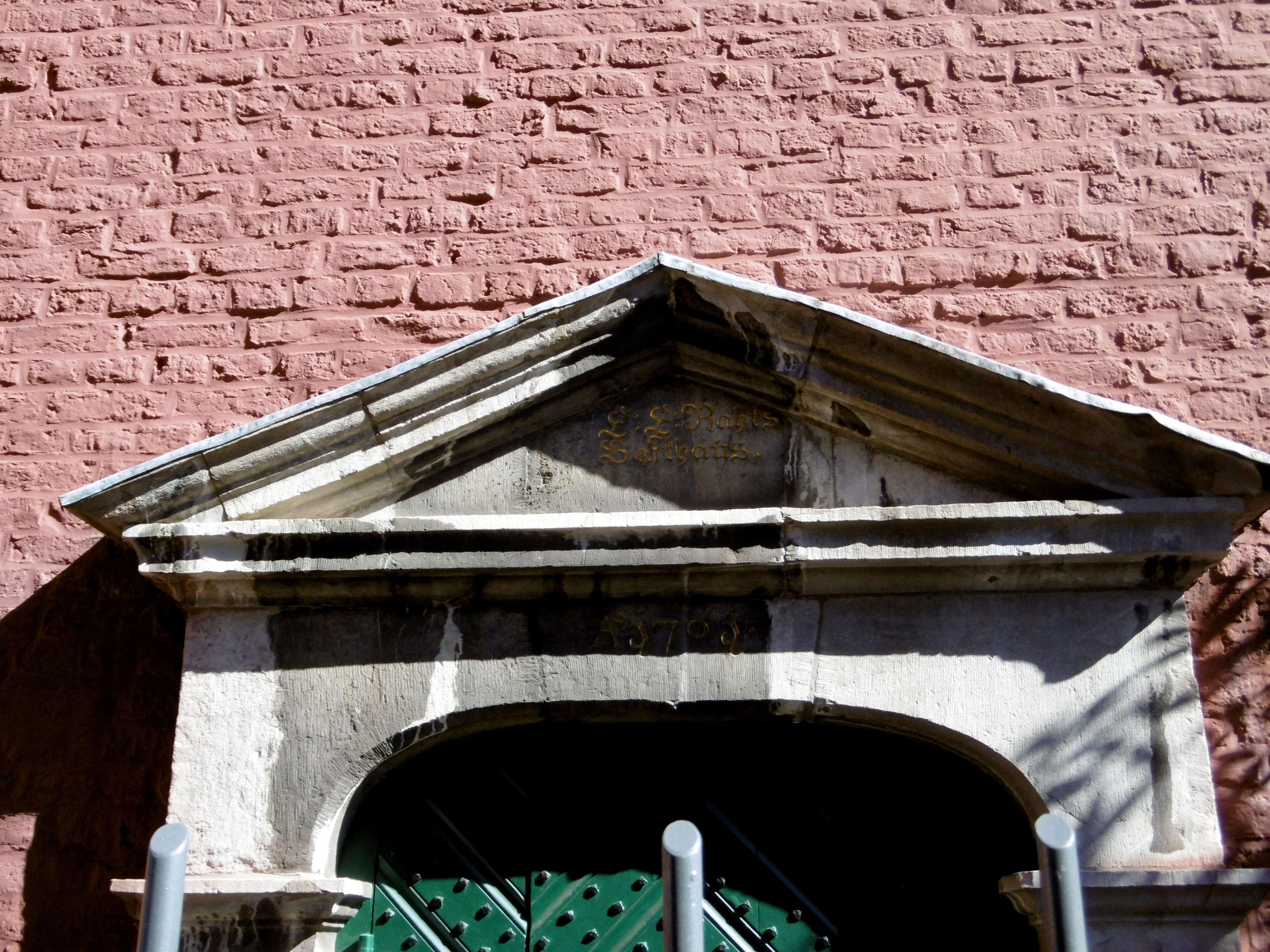
Giebel Seitportal mit Inschrift
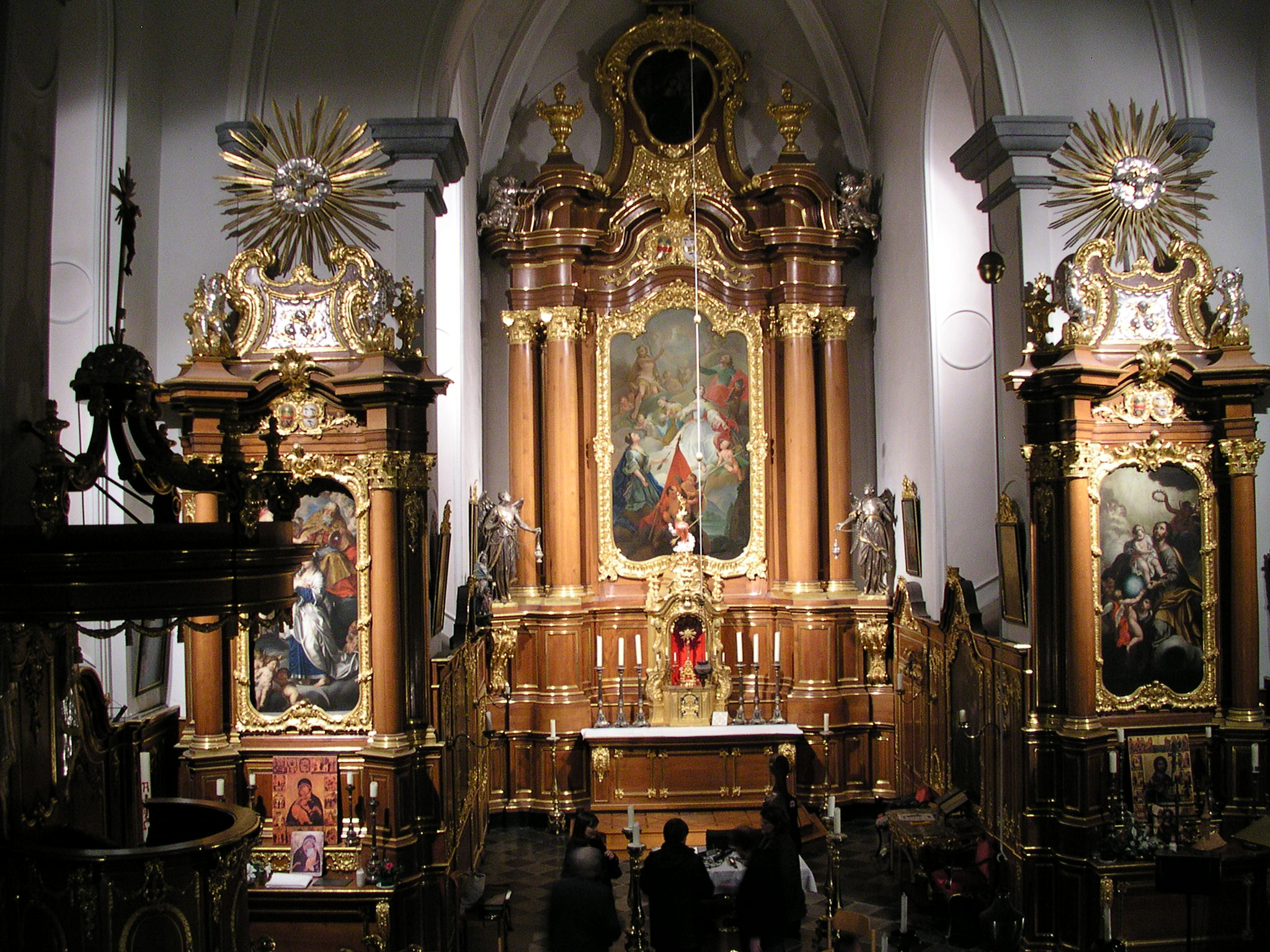
Altarraum

## Sakrale Einrichtung
Der Hauptaltar von St. Theresien ist ein Säulenbau aus Eichenholz. Er besitzt vergoldete korinthische Kapitelle. Das Gemälde am Altar stammt aus dem 18. Jahrhundert. Es zeigt zwei Engel. Rokokoschnitzereien dekorieren das Tabernakel.

## Heutige Nutzung
Heute wird die Kirche von der rumänisch-orthodoxen Gemeinde „Heilige Dreifaltigkeit“ für das Zelebrieren der Göttlichen Liturgie genutzt. Dieser orthodoxe Gottesdienst findet jeden Sonntag um 11.00 Uhr statt. Die Kirche steht jedem offen, der ihn mitfeiern möchte.